# Бакнанг
Бáкнанг (нім. Backnang) — місто в Німеччині, розташоване в землі Баден-Вюртемберг. Підпорядковується адміністративному округу Штутгарт. Входить до складу району Ремс-Мур.
Площа — 39,37 км2. Населення становить 37 558 ос. (станом на 31 грудня 2020).